# 433
433 foi um ano comum do século V no Calendário Juliano. com 52 semanas, o ano teve início e fim num domingo com a letra dominical A. Segundo o horóscopo chinês, foi o ano do Galo.
| Ano completo                    |
| ------------------------------- |
| Ano comum com início ao domingo |